# Xu Caihou

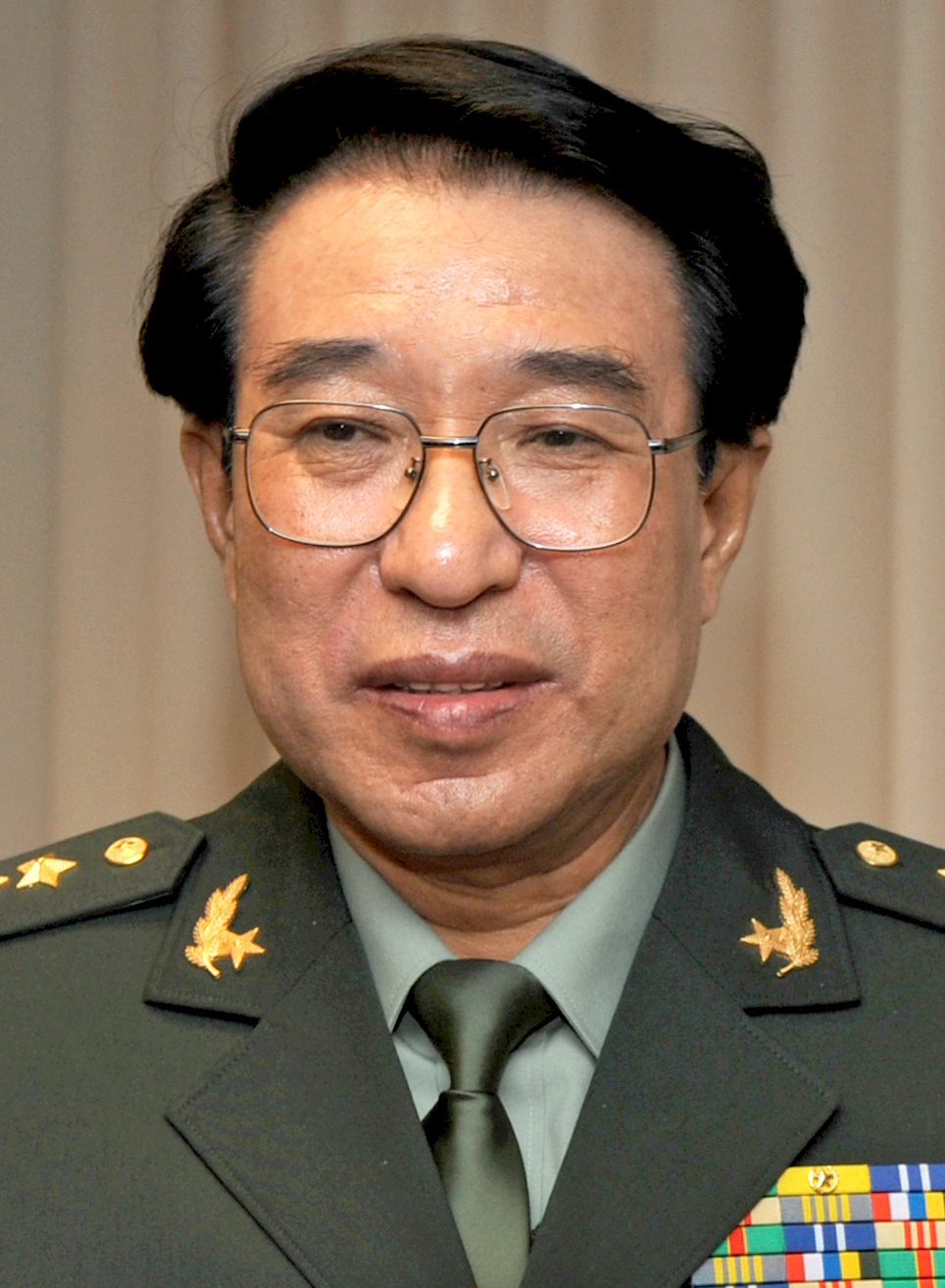
Xu Caihuo während eines Treffens mit dem damaligen US-Verteidigungsminister Robert Gates, 2009

Xu Caihou (chinesisch 徐才厚, Pinyin Xú Cáihòu; * Juni 1943 in Wafangdian, Provinz Liaoning, Republik China; † 15. März 2015) war ein chinesischer General und Politiker, der von 2007 bis November 2012 Mitglied des Politbüros der Kommunistischen Partei Chinas (KPCh), seit 1999 Mitglied und seit 2004 stellvertretender Vorsitzender der Zentralen Militärkommission der KPC und stellvertretender Vorsitzender der Zentralen Militärkommission der Volksrepublik China war.
Er war ein ethnischer Han, seit 1970 Soldat und hat an der Abteilung Elektronik der Militäringenieurschule Harbin studiert. In der Volksbefreiungsarmee war er auf verschiedenen Ebenen hauptsächlich in der Allgemeinen Politischen Abteilung, einer der vier Hauptabteilungen, zuletzt als deren Generaldirektor von 2003 bis 2005 tätig.
Am 30. Juni 2014 wurde bekannt, dass er der Bestechlichkeit beschuldigt wurde und aus der  Kommunistischen Partei Chinas ausgeschlossen wurde. Sein Rang als General wurde ihm aberkannt und er wurde aus der Armee entlassen. Es wurde vermutet, dass er in Zusammenhang mit den Anschuldigungen schon seit Monaten unter Hausarrest stand. Im März 2015 eröffneten die militärischen Ermittlungsbehörden ein Verfahren gegen ihn. Das Verfahren wurde am 27. Oktober 2015 abgeschlossen und die Ermittlungsergebnisse an die Anklagebehörde übergeben. Mit dem Tod Xus wird das Verfahren gegen ihn eingestellt. Sein illegal erworbenes Vermögen wird entsprechend den Gesetzen eingezogen.
Xu starb am 15. März 2015 in einem nicht genannten Krankenhaus in Folge einer Blasenkrebserkrankung.